# تامو ماسیف
تامو ماسیف یک آتشفشان سپری غیرفعال در شمال غرب اقیانوس آرام است. تامو ماسیف بزرگ‌ترین آتشفشان زمین و یکی از بزرگترین‌ها در منظومه شمسی است..